# احمد رضایی میرقائد
احمد رضایی میرقائد (زادهٔ ۳۰ آبان ۱۳۵۵ – درگذشتهٔ ۲۰ آبان ۱۳۹۰) فرزند ارشد محسن رضایی بود. او در دور اول ریاست‌جمهوری محمد خاتمی به ایالات متحده آمریکا پناهنده شد و در آنجا به موضع‌گیری‌های تندی علیه مقام‌های جمهوری اسلامی ایران پرداخت.
او در ۲۰ آبان ۱۳۹۰ در هتل گلوریای دبی در طبقهٔ ۱۸ اتاق ۲۳ درگذشت. در بیانیهٔ منتشرشدهٔ مجمع تشخیص مصلحت نظام، مرگ او مشکوک خوانده شده‌است. علت مرگ احمد رضایی از سوی منابع مختلف دلایل متعددی از قتل و خودکشی با مصرف داروی ضدافسردگی اعلام شد.
گزارش بازرس ویژه در تهران حاکی است که او به قتل رسیده‌است.

## مهاجرت به آمریکا
احمد رضایی، در سال ۱۳۷۷، از طریق دبی به ایالات متحده آمریکا رفت و در آنجا به اظهارات روشنگرانه‌ای در مورد مقام‌های جمهوری اسلامی ایران پرداخت. او در این کشور مصاحبه‌های متعددی با رسانه‌های گروهی انجام داد و در آن‌ها سخنانی در مورد دین اسلام، جمهوری اسلامی ایران و علی خامنه‌ای بیان کرد.
وی سال ۱۳۷۷ در گفتگو با صدای آمریکا و احمدرضا بهارلو، قتل‌های زنجیره‌ای را طراحی‌شدهٔ در بیت رهبر جمهوری اسلامی ایران و با همکاری اکبر هاشمی رفسنجانی عنوان کرده بود. او همچنین گفت که مسئلهٔ اصلی جوانان ایران نه با جمهوری اسلامی که با دین اسلام است.
احمد رضایی به خبرنگار صدای آمریکا گفت: «شما در زندان‌های ایران در خون قدم می‌زنید.»
احمد رضایی در مصاحبه با صدای آمریکا گفته بود: «تمام این تحولات و ترورهایی که در جمهوری اسلامی ایران رخ می‌دهد، در دفتر آقای خامنه‌ای تصمیم‌گیری می‌شود. حتی دربارهٔ کارهای تروریستی در سایر نقاط دنیا ایشان تصمیم می‌گیرد با مشورت آقای رفسنجانی.»
در همان زمان، محسن رضایی، سخنان پسرش را محکوم و تصریح کرد که دربارهٔ او نیز همانند بقیهٔ ایرانیان، قانون حکم خواهد کرد.
محسن رضایی دربارهٔ فرار فرزندش گفته بود که افرادی از ایالات متحده آمریکا نزد او آمدند و خود را عضو ناسا معرفی کردند و پسرم را اغفال کردند.

## بازگشت به ایران
احمد رضایی با وجود موضع‌گیری‌هایش علیه جمهوری اسلامی ایران، در سال ۱۳۸۴ در سکوت کامل به ایران بازگشت و یک سال بعد، در اوایل اسفند ۱۳۸۶ محسن رضایی تأیید کرد که پسرش به ایران بازگشته‌است.
محسن رضایی در برنامهٔ تلویزیونی «مردم ایران، سلام» در پاسخ به پرسش مجری برنامه که از وضعیت پسرش پرسید، گفت: «ایشان قریب یک سال است پس از درمان و حضور در آمریکا به ایران برگشته و مشغول فعالیت و زندگی در ایران است.» محسن رضایی در جریان تبلیغات انتخابات ریاست‌جمهوری دور دهم در پاسخ به پرسش یک طلبه در مسجد امام حسن عسگری قم گفت: «مشکل پسر من حل شده‌است»
بر اساس گزارش رسانه‌های نزدیک به محافظه‌کاران از جمله سایت رجانیوز، احمد رضایی در زندگی خود چهار بار ازدواج کرده بود که دو همسر وی پس از فرار از ایران، آمریکایی و سپس کره‌ای بودند. او از یکی از همسران آمریکایی خود یک دختر به نام دیانا دارد. احمد رضایی بعد از بازگشت به ایران با فاطمه سیف الهی دختر رضا سیف الهی یکی از فرماندهان سپاه ازدواج کرد که حاصل این ازدواج دختری به نام ریحانه است.
سایت‌های خبری در سال ۱۳۸۸ بار دیگر گزارش دادند که وی از همسر چهارم ایرانی خود جدا شده و به آمریکا بازگشته‌است. او پس از خروج دوباره از ایران در ایالات متحده آمریکا با تبعه‌ای آمریکایی ازدواج کرد، که هیچ سند و مدرکی ارائه نشد ولی مقام‌های جمهوری اسلامی ایران، این بار با بازگشت او به ایران مخالفت کردند.

## مرگ
شهرام گیل‌آبادی، معاون اطلاع‌رسانی دبیرخانهٔ مجمع تشخیص مصلحت نظام در ۲۲ آبان ۱۳۹۰ در گفتگو با وبگاه محسن رضایی گفت: «احمد رضایی که در هتل گلوریای دبی در طبقه ۱۸ اتاق ۲۳ اقامت داشته، توسط مقامات جمهوری اسلامی به قتل رسیده‌است».
در تاریخ ۱۹ دسامبر ۲۰۲۲ روزنامه نیویورک پست در مقاله ای فاش کرد؛ محسن رضایی، معاون اقتصادی دولت سیزدهم و فرمانده پیشینی سپاه پاسداران در قتل فرزندش:احمد رضایی نقش داشته، به نوشته این روزنامه وی در سال ۲۰۰۳ با یک افسر سی آی ای(CIA) در آتن دیدار کرده.
علی خامنه‌ای، محمود احمدی‌نژاد (رئیس‌جمهور)، سید حسن خمینی، اکبر هاشمی رفسنجانی، علی لاریجانی، محمد علی عزیز جعفری، احمدی مقدم، احمد وحیدی، قالیباف، حسن روحانی، شمخانی و علی اکبر ولایتی در پیام‌هایی جداگانه، درگذشت احمد رضایی را به محسن رضایی تسلیت گفتند.
در همین حال، خبرگزاری آسوشیتدپرس به نقل از یک مقام پلیس دبی گزارش داد که احمد رضایی احتمالاً خودکشی کرده‌است. این مقام گفت، جسد احمد رضایی اواخر روز ۲۰ آبان ماه ۱۳۹۰، در حالی پیدا شد که رگ مچ دست چپ او بریده شده بود.
این مقام پلیس دبی که نمی‌خواست نامش فاش شود، افزود که شواهدی دال بر حمله به احمد رضایی وجود نداشته و موضوع خودکشی او در دست بررسی است. همچنین تابعیت احمد رضایی، آمریکایی اعلام شد.
سایت محافظه‌کار عماریون نیز ادعا کرد که مأموران سازمان اطلاعاتی اسرائیل، موساد، او را «ترور» کرده‌اند. این سایت نیز میان انفجار ملارد و این اتفاق «هم‌زمانی» برقرار کرده‌است. در برخی اخبار، علت درگذشت او برق‌گرفتگی و شوک الکتریکی اعلام شده‌است.
سایت محسن رضایی در خبر خود، درگذشت پسر محسن رضایی را «هم‌زمان با شهادت جمعی از هم‌رزمان محسن رضایی» عنوان کرد که ظاهراً اشاره آن به کشته شدن ۱۷ نفر از نیروهای سپاه پاسداران در انفجار روز قبل از درگذشت احمد رضایی در یک پادگان نظامی در اطراف ملارد کرج است.
احمد رضایی با هتل قرارداد داشته و مسئولین هتل می‌بایست هر روز اتاق را نظافت می‌کردند، اما جنازهٔ وی سه روز کف اتاق بوده‌است. علی رضایی برادر کوچک‌تر احمد رضایی با مراجعه به هتل، از مدیران هتل علت عدم حضور در اتاق برای نظافت را سؤال کرده اما مسئولان هتل ضمن سر باز زدن از بیان حقیقت ماجرا، به پاسخ‌های غیرمنطقی و دور از توافق و قرارداد اکتفا کرده‌اند. از سویی، دو ماه پیش از این واقعه، احمد رضایی در دیداری که در کیش با یکی از دوستانش داشته به این موضوع اشاره کرده که در دبی تحت‌کنترل است.
در آخرین تماس تلفنی احمد رضایی با خانواده‌اش یک هفته پیش از مرگ، نکتهٔ ابهام‌آمیزی رد و بدل نشده، اما تلاش‌های خانواده در روزهای ۱۹ و ۲۰ آبان ۱۳۹۰ برای ارتباط تلفنی با وی بی‌نتیجه می‌ماند. در پی این مسئله، خانوادهٔ رضایی برای اطلاع از وضعیت فرزندشان یکی از آشنایان خود در دبی را به محل هتل می‌فرستند که فرد مذکور پس از حضور در محل حادثه، حضور پررنگ پلیس را در آنجا مشاهده می‌کند.
بنابر این گزارش، فرد مذکور پس از سوال‌های مکرر از پلیس، این‌گونه پاسخ می‌شنود که «تنها ۲ ساعت پیش، مرگ احمد رضایی به ما گزارش شده» و از توضیحات بیشتر خودداری می‌کنند.
در ادامه پلیس در مقابل اصرار فرد مذکور اعلام می‌کند که اطلاعات محرمانه است و تنها در اختیار خانوادهٔ ایشان قرار داده خواهد شد.
«ضاحی خلفان» رئیس پلیس دبی در بیانیه‌ای دربارهٔ مرگ احمد پسر محسن رضایی در یکی از هتل‌های دبی اعلام کرد: متوفی با استفاده از یک گذرنامهٔ آمریکایی (با تابعیت آمریکایی)، به نام مستعار «تام جی اندرسون» و به عنوان یک بازرگان آمریکایی وارد دبی شده بود. او نام واقعی خود را اعلام نکرده بود. وی اضافه کرد: نتیجهٔ بررسی‌ها در آزمایشگاه‌های جنایی نشان می‌دهد دلیل مرگ احمد رضاییِ ۳۵ ساله، مصرف بیش از اندازهٔ از داروی ضدافسردگی بود. رئیس‌پلیس دبی اضافه کرد: مدیریت هتل گلوریا وضعیت مرگ احمد رضایی در طبقهٔ ۱۸ هتل را پس از گذشت دو ساعت از تلاش برای ارتباط با وی به پلیس گزارش داده‌است. سرهنگ خلیل المنصوری رئیس پلیس تحقیقات جنایی دبی، علت احتمالی فوت پسر محسن رضایی در دبی را خودکشی اعلام کرد.
جهان نیوز نیز نوشت که او در دبی در عرصهٔ تجارت و اقتصاد فعال بود و در جریان پیچ‌وخم‌های این عرصه گیر کرده و احتمالاً به دست «اراذل و اوباش» به قتل رسیده‌است.
هیئت اعزامی از سوی محسن رضایی به دبی گزارش داده بود که با توجه به رها بودن زنجیر پشت در اتاق، به احتمال زیاد افرادی وارد اتاق وی شده بودند.
همچنین یکی از نزدیکان محسن رضایی دربارهٔ مرگ احمد رضایی گفت: «روی مچ دست احمد رضایی آثار سه بریدگی وجود دارد، بدون آنکه لکه‌های خون در صحنه وجود داشته باشد و این نشان می‌دهد که اول قلب وی احتمالاً توسط شوک الکتریکی از کار افتاده و پس از آن بریدگی‌ها انجام شده‌است».
در گزارش‌های پلیس دبی آمده‌است احمد رضایی با کابل برق خودکشی کرده‌است. اما در اتاق وی پریز برق وجود ندارد و حتی اثری از کابل برق هم در این حادثه نبوده‌است، این احتمال داده می‌شود که وی با شوک الکتریکی بیهوش شده و سپس به قتل رسیده‌است.
سه جای دست راست وی بدون اینکه خون‌ریزی صورت گرفته باشد بریده شده‌است. آثار بخیه در کف دستان احمد رضایی در جریان کالبدشکافی توسط اماراتی‌ها دیده شده‌است. این گمانه تقویت می‌شود که محل شوک وارد کردن به احمد رضایی کف دست وی بوده و بخیه‌ها پس از بررسی محل شوک زده شده‌است. در محل قتل هم هیچ وسیلهٔ قتّاله‌ای همچون چاقو و اشیای برنده وجود ندارد و این نشان می‌دهد که بریدگی‌ها توسط دیگران انجام شده‌است. به دستور قاضی پرونده، مقامات قضایی این کشور از دادن مدارک و مستندات به خانوادهٔ رضایی و سفارت جمهوری اسلامی ایران خودداری و بیان شده‌است تا قبل از اتمام تحقیقات، ارائهٔ مدارک و مستندات مقدور نیست.
بازرس ویژهٔ قتل در تهران علت مرگ او را قتل عمد اعلام کرد. او گفت در اتاق رضایی پوکه‌های مصرف‌شدهٔ قرص، بریدگی بر روی ساعد و همچنین اثر شوک الکتریکی بر کف دست وجود داشت در حالی که هیچ‌کس با به کار گرفتن سه روش به‌طور هم‌زمان خودکشی نمی‌کند و نیز هیچ وسیله برنده، شوکر و سیم برقی در اتاق او کشف نشده‌است. پلیس دبی جسد را بدون محتویات داخلی (احشا) به ایران بازگرداند و همچنین از تحویل مدارک و لپ‌تاپ شخصی رضایی و نیز ریز مکالمات و محتویات دوربین هتل خودداری می‌کند. او گفت: به نظر ما نحوهٔ برخورد با این پرونده از سوی اماراتی‌ها بیشتر صحنه‌سازی برای وقوع یک خودکشی است.